# アメリカン・スタッグハウンド

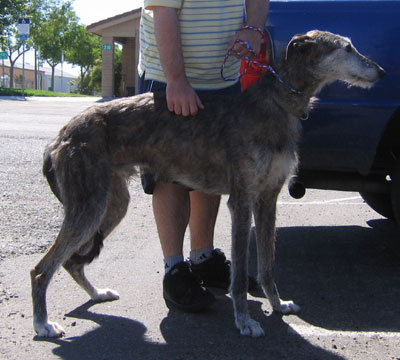
アメリカン・スタッグハウンドとされる犬

アメリカン・スタッグハウンド（英：American Staghound）とは、アメリカ合衆国原産の大型のサイトハウンド犬種である。別名はコールド・ブラッデッド・グレイハウンド（英：Cold-blooded Greyhound）。
イングリッシュ・グレイハウンド、スコティッシュ・ディアハウンド、アイリッシュ・ウルフハウンド、ボルゾイを交配させて作られた俊足で力強い犬種である。19世紀にアメリカ合衆国に輸入され、西部開拓を行う人々に護畜犬や狼やコヨーテを狩る犬として使われた。狼の減少後は鹿狩り用の猟犬として使われている。
皮膚が分厚く、毛は剛毛。力強く運動量はとても多い。